# The Knowledge: How to Rebuild Our World from Scratch
The Knowledge: How to Rebuild Our World from Scratch é uma obra de referência de não ficção escrita pelo astrobiólogo Lewis Dartnell. Foi publicada em capa dura pela The Bodley Head no Reino Unido em 3 de abril de 2014 e pela The Penguin Press nos Estados Unidos em 17 de abril de 2014. A versão em brochura do Reino Unido foi lançada pela Vintage em 5 de março de 2015, enquanto a versão em brochura dos EUA, renomeada The Knowledge: How to Rebuild Civilization in the Aftermath of a Cataclysm, foi publicada em 10 de março de 2015 pela Penguin Books.
O livro foi escrito como um guia rápido para reiniciar a civilização após uma catástrofe global.

## Sinopse
O livro descreve como a humanidade e a civilização funcionam e como elas poderiam ser alteradas em caso de um desastre global, como a gripe aviária. Dartnell descreve qual conhecimento seria necessário para reconstruir a civilização como a conhecemos, analisando a história da ciência e da tecnologia.
Dartnell descreve um possível "período de graça" no qual os sobreviventes poderiam resgatar alimentos, materiais e ferramentas das ruínas da sociedade. No entanto, após certo ponto, este período de graça terminaria, e a humanidade teria que produzir os seus próprios alimentos, fabricar as suas próprias ferramentas, praticar a higiene e combater infeções para manter a saúde e desenvolver reservas de energia para uma nova sociedade sobreviver às consequências.
O livro aborda tópicos como agricultura, alimentos e vestuário, substâncias, medicina e transportes. Dartnell argumenta que a aplicação do método científico ao conhecimento básico permitiria o ressurgimento de uma sociedade tecnológica avançada dentro de algumas gerações.

## Recepção

### Críticas
O Times chamou o livro de "uma conquista extraordinária" e "uma ótima leitura, mesmo que a civilização não entre em colapso". O The Guardian descreveu o livro como uma "história fantasticamente envolvente da ciência e da tecnologia". Choice: Current Reviews for Academic Libraries descreveu o livro como "altamente legível e envolvente". O The Daily Telegraph descreveu-o como um "manual de instruções lúdico para o fim do mundo", embora chocante quando "parece que Dartnell está a levar esta coisa do fim do mundo a sério".

### Prémios
O livro foi premiado como o livro do ano "New Thinking" do The Sunday Times em 2014, e o Livro Científico do Ano do The Times " no mesmo ano. Foi premiado como o Melhor Livro de Ciência de 2014 pelo io9.